# 庄司大介
庄司 大介（しょうじ だいすけ、1974年6月18日 - ）は、東京都生まれ静岡県焼津市出身の元プロ野球選手（外野手）。

## 来歴・人物
小学4年の時に野球を始める。静清工業高校では投手を務め、エースとして1992年の夏の静岡県予選でチームを準優勝に導いた。東都大学野球連盟の国士舘大学に進学後、2年次からは外野手に転向。1部リーグ通算2季で、11試合に出場、28打数5安打、打率.179、本塁打、打点はなし。
卒業後の1997年より河合楽器でプレー。主に4番として都市対抗野球大会に2度出場した。1999年には6月13日の都市対抗静岡代表決定戦で顎に死球を受け、意識を失い複雑骨折する重傷を負ったが医者を説得して早期復帰し、本大会にも出場している。年齢的に最後のチャンスだと考えて4年目の2000年8月に退社し、国士舘大臨時コーチを務めながら同年11月にオリックス・ブルーウェーブの入団テストを受験し、合格。同年のドラフト会議で9位指名を受け、契約金はなく年俸480万円、道具購入などの支度金100万円という条件で契約を結んだ。
2001年は一軍キャンプに帯同し、シーズン終盤に一軍初出場を果たす。プロ2年目の2002年は7月4日に一軍に昇格すると2日後にスタメンで起用されたが、第1打席でバントを失敗して走者が牽制球でアウトになった事に動揺してノーヒットに終わり、7月8日に再び二軍に戻っている。2年間でのプロ野球生活で一軍出場は2試合に留まり、シーズン終了後に戦力外通告を受けた。打撃に手ごたえを感じ始めており、同年で退団したコーチの弓岡敬二郎からもプロで通用すると言われて12球団合同トライアウトを受けたが、獲得に至る球団は現れなかった。
2004年に不動産会社のケン・コーポレーションに入社。日本不動産野球連盟所属の同社軟式野球チームでプレー。肩を痛めながら投手としてもプレーし、エース兼主砲としてチームを牽引した。2007年に退社。
2006年にはABC東京野球クラブに加入し、2009年はコーチ兼任となった。しかし、同年限りでクラブは廃部となった。
ケン・コーポレーション退社後はジブラルタ生命保険の営業をしていた。2013年2月より、元オリックス・高見澤考史が代表を務める有限会社アーデルバッティングドームに勤めていたが、2018年頃に退社。
特技は河合楽器時代に覚えたピアノの調律。

## 詳細情報

### 年度別打撃成績
| 年 度     | 球 団      | 試 合 | 打 席 | 打 数 | 得 点 | 安 打 | 二 塁 打 | 三 塁 打 | 本 塁 打 | 塁 打 | 打 点 | 盗 塁 | 盗 塁 死 | 犠 打 | 犠 飛 | 四 球 | 敬 遠 | 死 球 | 三 振 | 併 殺 打 | 打 率 | 出 塁 率 | 長 打 率 | O P S |
| --------- | ---------- | ----- | ----- | ----- | ----- | ----- | -------- | -------- | -------- | ----- | ----- | ----- | -------- | ----- | ----- | ----- | ----- | ----- | ----- | -------- | ----- | -------- | -------- | ----- |
| 2001      | オリックス | 1     | 1     | 0     | 0     | 0     | 0        | 0        | 0        | 0     | 0     | 0     | 0        | 0     | 0     | 1     | 0     | 0     | 0     | 0        | ----  | 1.000    | ----     | ----  |
| 2002      | オリックス | 1     | 4     | 3     | 1     | 0     | 0        | 0        | 0        | 0     | 0     | 0     | 0        | 0     | 0     | 1     | 0     | 0     | 1     | 0        | .000  | .250     | .000     | .250  |
| 通算：2年 | 通算：2年  | 2     | 5     | 3     | 1     | 0     | 0        | 0        | 0        | 0     | 0     | 0     | 0        | 0     | 0     | 2     | 0     | 0     | 1     | 0        | .000  | .400     | .000     | .400  |

### 記録
- 初出場：2001年9月29日、対西武ライオンズ28回戦（グリーンスタジアム神戸）、7回裏に三輪隆の代打として出場、四球
- 初先発出場：2002年7月6日、対日本ハムファイターズ14回戦（グリーンスタジアム神戸）、9番・右翼手として先発出場

### 背番号
- 64 （2001年 - 2002年）